# بيت عليان
بيت عليان قرية سورية تتبع ناحية مركز طرطوس في منطقة طرطوس في محافظة طرطوس. بلغ عدد سكانها 1,586 نسمة في عام 2004 حسب إحصاء المكتب المركزي للإحصاء. سكان القرية من الطائفة العلوية.